# Ливберзе
Ли́вберзе (латыш. Līvbērze) — населённый пункт в Елгавском крае Латвии. Административный центр Ливберзской волости. Находится на левом берегу реки Берзе у региональной автодороги P98 (Елгава  — Тукумс). Расстояние до города Елгава составляет около 16 км.
По данным на 2015 год, в населённом пункте проживало 935 человек. Есть волостная администрация, средняя школа, дом культуры, практика семейного врача, библиотека, почтовое отделение, несколько магазинов. Рядом находится железнодорожная станция Ливберзе на линии Тукумс II — Елгава и католическая церковь.

## История
В советское время населённый пункт был центром Ливберзского сельсовета Елгавского района. В селе располагалась центральная усадьба совхоза «Елгава».